# Gynoplistia (Gynoplistia) variata
Gynoplistia (Gynoplistia) variata is een tweevleugelige uit de familie steltmuggen (Limoniidae). De soort komt voor in het Neotropisch gebied.